# Victor-Auguste-Isidore Dechamps
Victor Augustin Isidore Dechamps (Melle, 6 de dezembro de 1810 - Mechelen, 29 de setembro de 1883) foi um arcebispo belga de Mechlin , cardeal e primaz da Bélgica . 

## Biografia
Ele e seus irmãos fizeram rápido progresso na ciência sob a direção de seu pai. Um deles, Adolphe Deschamps , iniciou uma carreira política. Victor prosseguiu seus estudos eclesiásticos primeiro no seminário de Tournai e depois na Universidade Católica, iniciado em Mechlin e depois transferido para Louvain .
Sacerdote ordenado em 20 de dezembro de 1834, entrou na Congregação do Santíssimo Redentor em 1835 e fez seus votos em 13 de junho de 1836.  Nos quatro anos seguintes, passou em Wittem como prefeito de estudantes e professor de teologia dogmática. Em 1840, ele começou sua vida missionária e em 1842 foi nomeado reitor em Liège. Participou ativamente da fundação da Confraria da Sagrada Família, que considerou sua obra mais salutar. No jubileu histórico de Liège, ele teve uma grande participação, tanto por sua "lembrança Le mais beau do historia de Liège", como por sua pregação (1845-1846).
Ele visitou a Inglaterra e viu os efeitos do movimento tratado. Em 1849, foi nomeado consultor geral de sua congregação e passou a residir em Pagani, perto de Nápoles, exatamente quando o Papa Pio IX estava exilado em Gaeta. Ele teve várias audiências com o papa e foi fundamental para organizar a transferência do superior geral de Pagani para Roma. Isso só ocorreu em 1855, quando Pio IX convidou o padre Dechamps para o primeiro capítulo geral realizado em Roma. A questão de sua nomeação para a Sé de Liège foi considerada em 1852, mas o papa, tocado por seu apelo pessoal, não insistiu. Em 1865, Dechamps tornou-se bispo de Namur, de onde ele foi transferido em 1875 para a Arquidiocese de Mechlin e feito primata.
Participou ativamente da formação dos Zouaves Pontifícios e convenceu o general Lamoricière a oferecer seus serviços a Pio IX. Ele lutou por escolas católicas e defendeu a infalibilidade papal antes e durante o Concílio Vaticano I. O cardeal Manning e Dechamps eram infatigáveis; e se tornaram cardeais no mesmo consistório, em 15 de março de 1875. O cardeal Deschamps foi nomeado cardeal-sacerdote de San Bernardo alle Terme . Dechamps trabalhou até o fim. Ele proferiu a missa em 28 de setembro de 1883 e morreu no dia seguinte, nos braços de um redentorista que estava presente. Ele foi enterrado, como ele desejava, ao lado de Joseph Passeratem Rumilliers.
As obras completas de Dechamps, revisadas por ele, foram publicadas em dezessete volumes em Mechlin. Ao apresentar quatorze dos dezessete volumes ao Papa Leão XIII em 7 de fevereiro de 1879, o autor escreve: "Há uma coisa que me consola, Santo Padre, em enviar-lhe minhas pobres obras: todas elas são consagradas às verdades de nossa santa Fé ... Volume I é consagrado às verdades de fé; II a Nosso Senhor Jesus Cristo; V à Bem-aventurada Virgem Maria; III e IV à Igreja e São Pedro; VI ao papa e sua infalibilidade; VII, VIII e IX à refutação dos erros modernos; X , XI, XII, XIII e XIV à minha pregação como bispo e aos atos pelos quais governei minha diocese. " Dos volumes restantes, XV, "Mélanges", trata de muitas questões importantes; XVI e XVII contêm cartas sobre questões de filosofia, teologia e outros assuntos.
O irmão do cardeal Dechamps, Adolphe Deschamps , serviu como ministro de obras públicas de 16 de abril de 1843 a 30 de julho de 1845 e como ministro de Relações Exteriores até 12 de agosto de 1847.